# Miriam Escofet
Miriam Escofet   (Barcelona, 1967) és una pintora de retrats catalana que viu i treballa a Londres.
Filla de Josep Escofet, es va traslladar al Regne Unit el 1979 on va estudiar a l'escola d'art d'Epsom i es va graduar en disseny 3D a la Brighton School of Art el 1991, Des de llavors ha estat treballant com a artista. Parla amb fluïdesa castellà, català i anglès.
Des de 2011 ha ensenyat pintura d'art i retrat a l'escola d'art i disseny de Central Saint Martin de Londres i, des de l'any 2010, a l'escola de Belles Arts Heatherleys. El seu treball està dedicat a les seves influències en l'arquitectura dels períodes clàssic, gòtic i renaixentista. Ha esdevingut molt coneguda pel seu estil de pintura. Ha exposat àmpliament a Europa. El seu treball ha estat seleccionat per al Premi BP Portrait a les exposicions 2009, 2010 i 2012 i per a l'exposició anual de la Reial Societat de retrats de pintors.
Les seves obres d'art han estat destacades en galeries com Christopher Wood Gallery, Mallet de Bond Street, Rafael vals, Duke Street, i la galeria Albermarle. També té nombroses exposicions individuals. És membre associada de la Royal Society of Portrait Painters. L'obra d'Escofet s'ha convertit en portada de llibres, revistes i Flyers. El seu Order of Caryatids es va convertir en la portada del llibre Clavis Journal Volume 3. Ha publicat dos llibres juntament amb el seu pare, Josep Escofet.
Ha realitzat quatre exposicions individuals. El seu primer solo va ser el 2001 a la galeria Albemarle de Londres. Els altres van ser el 2005 i 2007 a la Galerie Michelle Boulet a París, i el 2008, novament a la galeria Albemarle. Ha tingut dues exposicions amb el seu pare, Josep Escofet, el 2010 i el 2011 a Villa Beretelli, Itàlia. La seva obra d'art es troba comunament a la galeria Albemarle. El seu primer debut va ser el 1999 en l'Anuari Still Life i el Trompe Show. El 2000, va formar part de la Mostra d'art del mil·lenni. El 2006, va estar en el desè aniversari. El 2010, va estar en la mostra d'art de caritat. El 2011, el seu treball va ser presentat per al col·lectiu d'estiu. Com a part de la Reial Societat de Pintors de Retrats, la seva obra apareix a l'exposició anual. S'ha presentat en quatre de les exposicions anuals.
La Foreign and Commonwealth Office li va fer l'encàrrec de pintar un retrat de la Reina Elisabet II, que es va donar a conèixer el 2020.

## Premis
- BP Portrait Award 2018[7]
- BP Portrait Award 2012, NPG Publications[8]
- BP Portrait Award 2010, NPG Publications[9]
- BP Portrait Award 2009, NPG Publications[10]
- BP Portrait Award 2007, NPG Publications[11]